# Liste der Monuments historiques in Diénay
Die Liste der Monuments historiques in Diénay führt die Monuments historiques in der französischen Gemeinde Diénay auf.

## Liste der Objekte
| Bezeichnung     | Beschreibung                               | Standort                          | Kennzeichnung | Schutzstatus | Datum | Bild |
| --------------- | ------------------------------------------ | --------------------------------- | ------------- | ------------ | ----- | ---- |
| Skulptur Petrus | Kalkstein, farbig gefasst, 16. Jahrhundert | in der Kirche St-Corneille (Lage) | PM21000724    | Classé       | 1966  |      |